# Unio Trium Nationum
La Unio Trium Nationum (en latín, "Unión de las Tres Naciones") fue un pacto de ayuda mutua sellado en 1438 por tres estamentos de Transilvania: la nobleza (mayoritariamente) húngara, los burgueses sajones (alemanes), y los sículos. La unión estaba planteada contra el campesinado, mayoritariamente rumano  y ortodoxos, en respuesta a una rebelión campesina.

## Estructura administrativa medieval en Transilvania

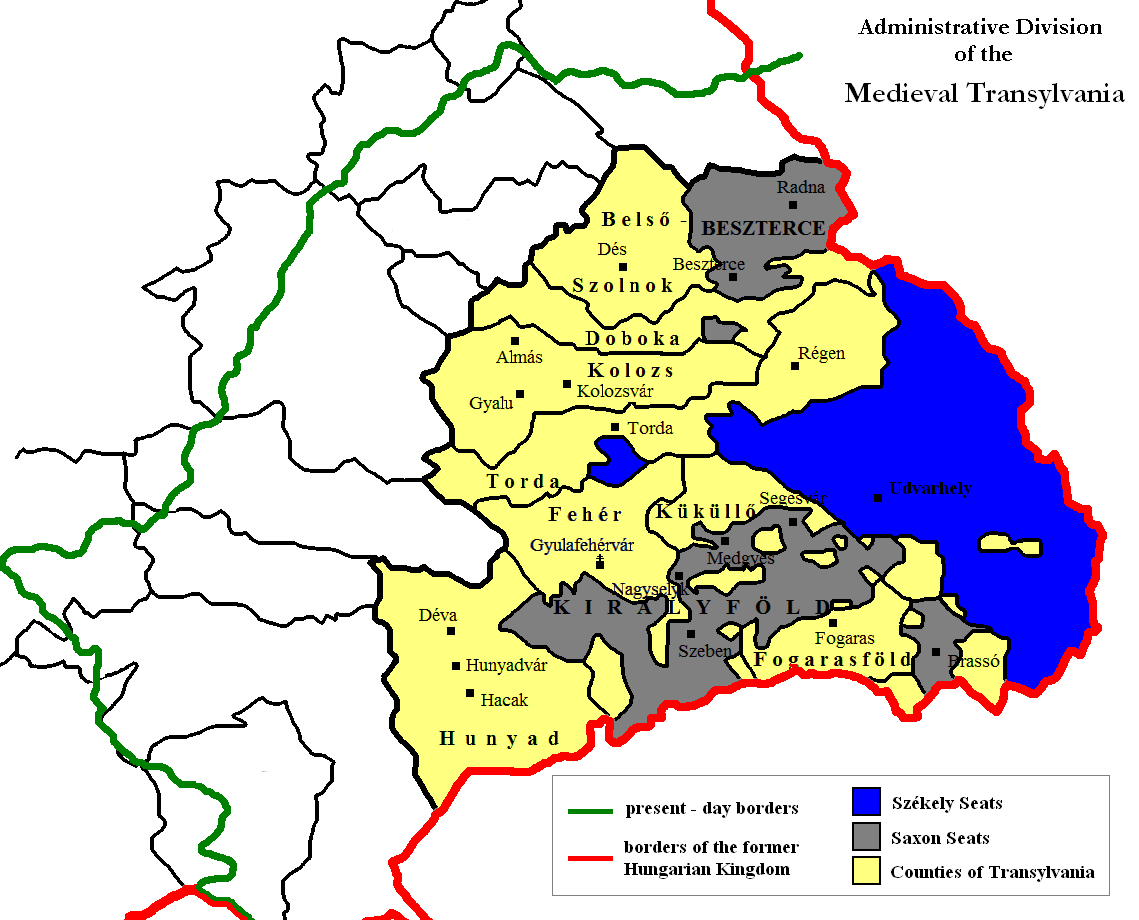
Territorios de las Tres Naciones

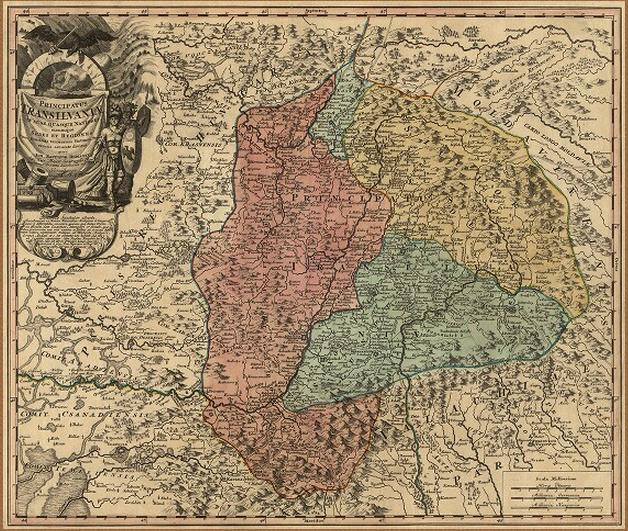
Los territorios de las Tres Naciones en un mapa hecho por Johann Homann en las primeras décadas del siglo XVIII

En tiempos medievales, Transilvania estaba organizado en dos tipos de unidades territoriales: 
- Los Condados Nobles (Comitates) gobernados por señores feudales. La mayoría de población estaba constituida por siervos húngaros y rumanos.
- Otras regiones llamadas "Sedes", donde la baja nobleza székely y los colonos sajones vivían sin señores feudales con autogobierno por privilegio real.

## Antecedentes
En medio de la expansión del Imperio Otomano, una de las primeras campañas militares contra el Reino de Hungría en Transilvania tuvo lugar en 1421. Las fuerzas invasoras llegaron desde Valaquia y sobrepasaron a los sajones y székelys que vivían en la frontera. El rey Segismundo no fue capaz de reaccionar con la debida presteza por estar ocupado en el Reino de Bohemia (que había heredado) con las guerras husitas. La dieta de Transilvania no había sido convocada en décadas, por lo que tampoco había ninguna coordinación local para la defensa. Abandonados a sus propias fuerzas, el territorio sajón de Burzenland y el székely de Háromszék, fueron asolados. Segismundo solo reaccionó años después, con una serie de campañas contra la Valaquia otomana. Esto motivó a su vez otra incursión otomana en 1432, que causó graves daños en el sur de Transilvania.
Al mismo tiempo crecía la preocupación entre nobles y autoridades eclesiásticas en Transilvania central por las revueltas de los siervos. Los campesinos húngaros y rumanos  estaban descontentos con su estatus legal, los altos impuestos y los privilegios señoriales que les impedían entre otras coss abandonar sus tierras de origen. Las protestas campesinas llegaron a ser una revuelta generalizada cuando en 1437, las fuerzas de los grandes señores se vieron sobrepasadas. La revuelta de Antal Nagy de Buda se desencadenó por un intento del Obispo de Transilvania de reclamar impuestos impagados y, pese a ser liderada por un miembro de la baja nobleza, – Antal Nagy de Buda - fue apoyada por una amplia coalición social: siervos húngaros y rumanos, baja nobleza y burgueses de Kolozsvár (Klausenburg, Cluj).  Después de ganar una batalla, lograron imponer el Tratado de Kolozsmonostor que daba derechos a los campesinos y rebajaba los impuestos. Tras este acuerdo, uno de los dirigentes campesino, Pál Vajdaházi, se apellidó vexilifer Universitatis regnicolarum Hungarorum et Valachorum huius principatus Hungariae (Portaestandarte de la Unión húngarod y rumanos de esta provincia de Hungría) por lo que es posible que el campesinado reivindicara ser considerado un estamento de húngaros y rumanos (Universitas Hungarorum et Valachorum).

## Unión fraterna (Unión de Kápolna)
En esta situación, la dieta transilvana seguía sin haber convocada por el voivoda y los nobles organizaron una asamblea de las tres "naciones". Era la primera vez en medio siglo que los estamentos transilvanos se congregaban. Los nobles húngaros apoyaron una alianza con székelys y sajones, todavía temerosos de posible incursiones turcas.  La alianza de ayuda mutua, firmado en Kápolna (actual Căpâlna), se llamó "Fraterna Unio" (Unión de hermanos) y fue diseñada para proteger a las partes tanto de sublevaciones campesinas como de ataques otomanos. 
La existencia de esta unión ayudó a los señores feudales a renegociar los términos del acuerdo con los campesiones, aunque no hubo acciones militares serias hasta finales de 1437. Entonces, tras la muerte del rey Segismundo en diciembre de 1437, la alianza atacó y aplastó al ejército campesino.

## Fundación de la Unión de las Tres Naciones
Después de la exitosa campaña, la alianza de nobles, Székelys y los sajones fue reforzada con el acuerdo llamado "Unio Trium Nationum" (Unión de las Tres Naciones) el 2 de febrero de 1438. De modo parecido la unión de hermanos, se acordó cooperar contra rebeliones villanas e invasiones otomanas. La Unión aseguró que los siervos húngares y rumanos continuaran excluidos de la vida política y social de Transilvania, a pesar de que constituían la mayoría de la población en los Condados Nobles (Comitates). La alianza de los tres estamentos privilegiados se mantuvo varios siglos y fue uno de los elementos fundamentales de la política transilvana. 
Tras el siglo XVIII, cuando el peligro de ataques otomanos o tártaros ya había pasado, la alianza se mantuvo solo como unión de los estamentos feudales frente a aquellos que no estaban representados en la Dieta transilvana. En el siglo XIX, el término "tres naciones" cobró con consideraciones étnicas, porque los rumanos eran mayoritariamente campesinos y eran excluidos de la vida política al no pertenecer a dichos estamentos.
En 1711, los búlgaros de Alvinc y Déva (dirigidos por el clérigo Balázs Marinovics) y los armenios también reclamaron los privilegios como cuarta y quinta natio, pero sus demandas no fueron concedidas.